# Charlotte von Hessen-Homburg

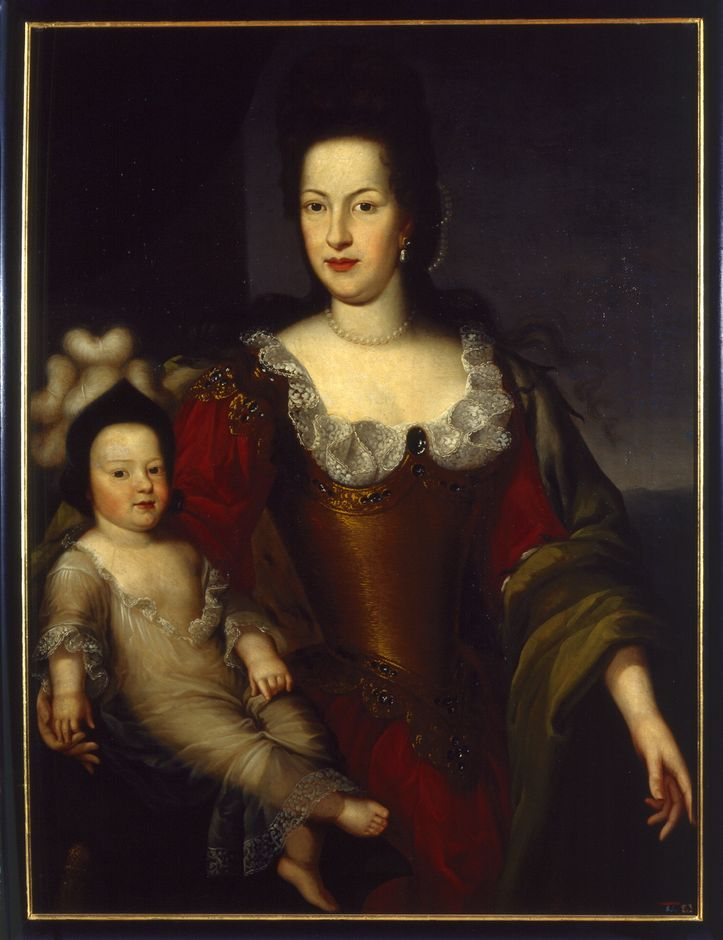
Charlotte von Hessen-Homburg als Herzogin von Sachsen-Weimar mit ihrem einjährigen Sohn Johann Ernst

Charlotte Dorothea Sophie von Hessen-Homburg (* 17. Juni 1672 in Kassel; † 29. August 1738 in Weimar) war eine Prinzessin von Hessen-Homburg und durch Heirat Herzogin von Sachsen-Weimar.

## Leben
Charlotte war die älteste Tochter des Landgrafen Friedrich II. von Hessen-Homburg (1633–1708), des berühmten Prinzen von Homburg, aus dessen zweiter Ehe mit Luise Elisabeth (1646–1690), Tochter des Herzogs Jakob von Kurland.
Am 4. November 1694 heiratete sie in Kassel Herzog Johann Ernst III. von Sachsen-Weimar (1664–1707), der aus seiner ersten Ehe mit Sophie Auguste von Anhalt-Zerbst zwei Kinder mit in die Ehe brachte und als Alkoholiker de facto von seinem Bruder Wilhelm Ernst von Sachsen-Weimar von der Regierung ausgeschlossen war. Charlotte überlebte ihren Ehemann um 31 Jahre. Als Wittum erhielt sie das Amt Hardisleben.
Charlotte ließ von 1702 bis 1704 für sich das so genannte Gelbe Schloss in Weimar errichten. Die Vormundschaft für ihren Sohn Johann Ernst führte sein Onkel Herzog Wilhelm Ernst. Charlotte behielt aber die Pflege für ihren an einem Geschwulst erkrankten Sohn, der erst 18-jährig daran starb.

## Nachkommen
Aus ihrer Ehe hatte Charlotte folgende Kinder, von denen nur eines seinen Vater überlebte:
- Karl Friedrich (1695–1696)
- Johann Ernst IV. (1696–1715), Herzog von Sachsen-Weimar
- Marie Luise (1697–1704)
- Christiane Sophie (1700–1701)